# La Malagueta

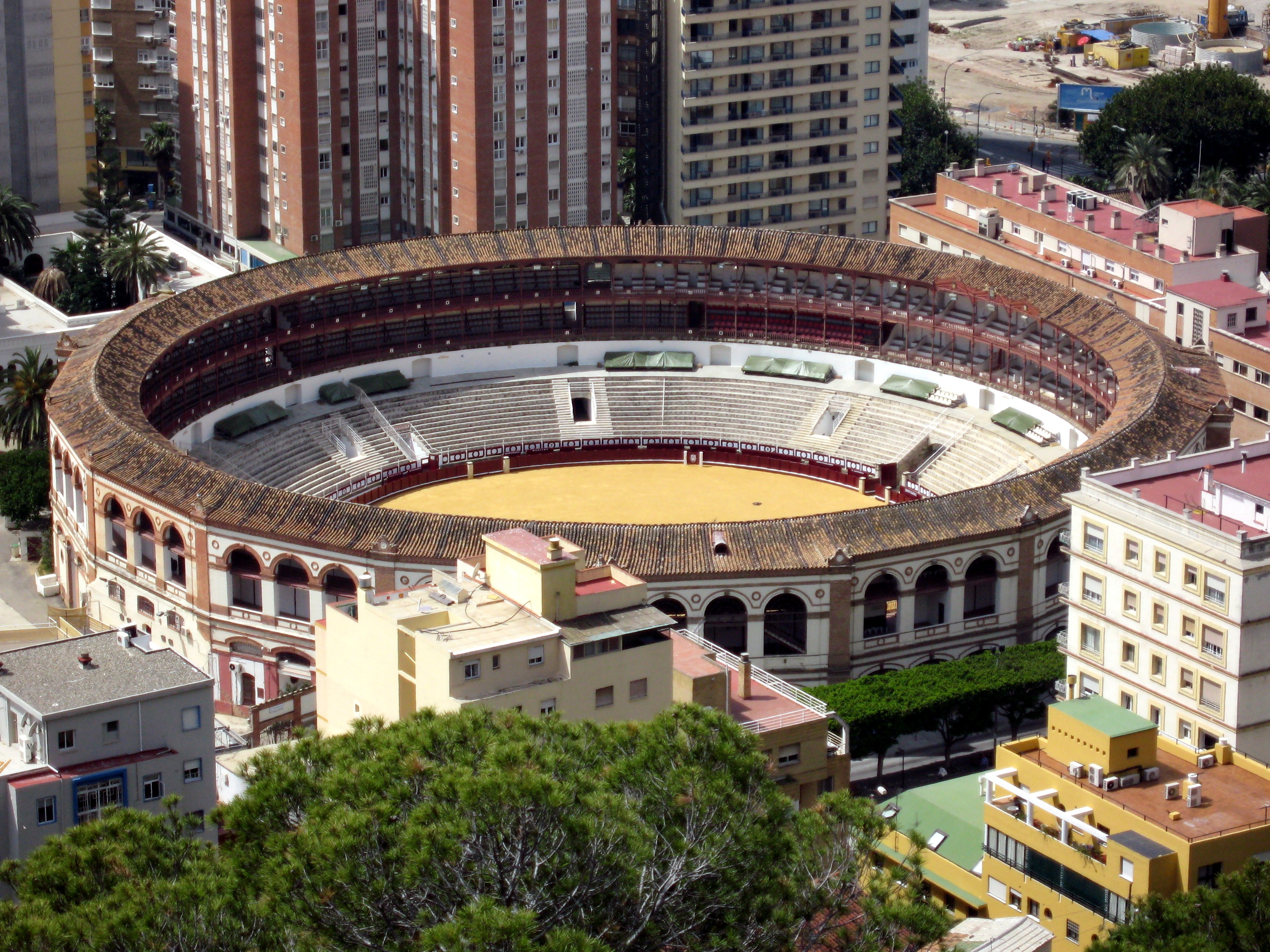
La Malagueta

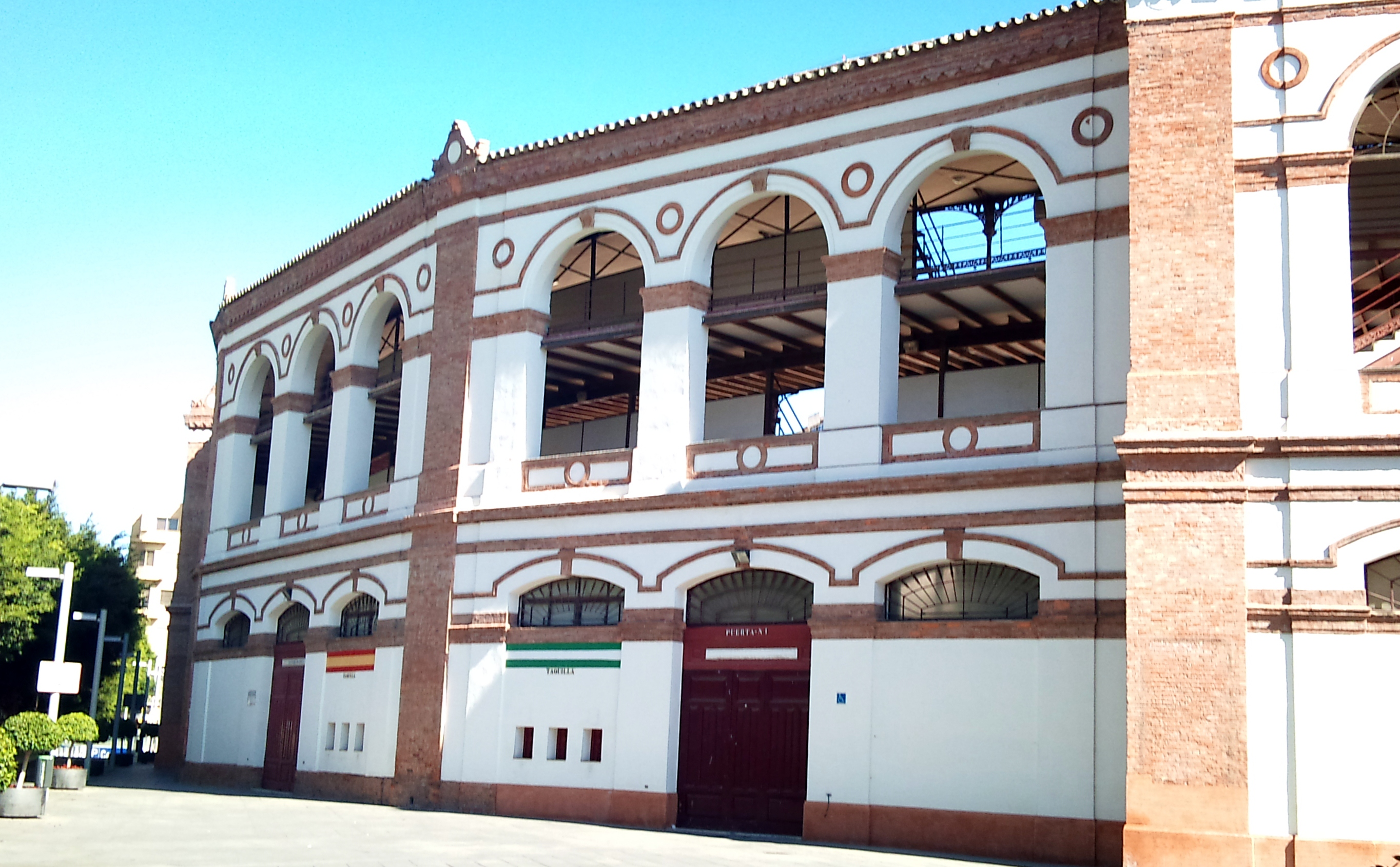
La Malagueta

La Malagueta is een arena voor stierenvechten in Málaga in Spanje. Het werd gebouwd tussen 1874 en 1876 naar een ontwerp van Joaquín Rucoba en in gebruik genomen op 11 juni 1876.
De arena is gebouwd als een zestienhoek in neo-moorse stijl en vormt een beschermd monument.
De piste, ruedo, heeft een doorsnede van tweeënvijftig meter. Op de tribunes kunnen ruim negenduizend mensen plaatsnemen. Onder de tribunes bevinden zich verschillende gebruiksruimtes zoals boxen voor stieren, stallen voor paarden en kleedruimtes voor de stierenvechters.
De arena wordt nog gebruikt tijdens verschillende traditionele feestdagen.
In de bijgebouwen bevindt zich het Museo Taurino Antonio Ordóñez.

## Afbeeldingen

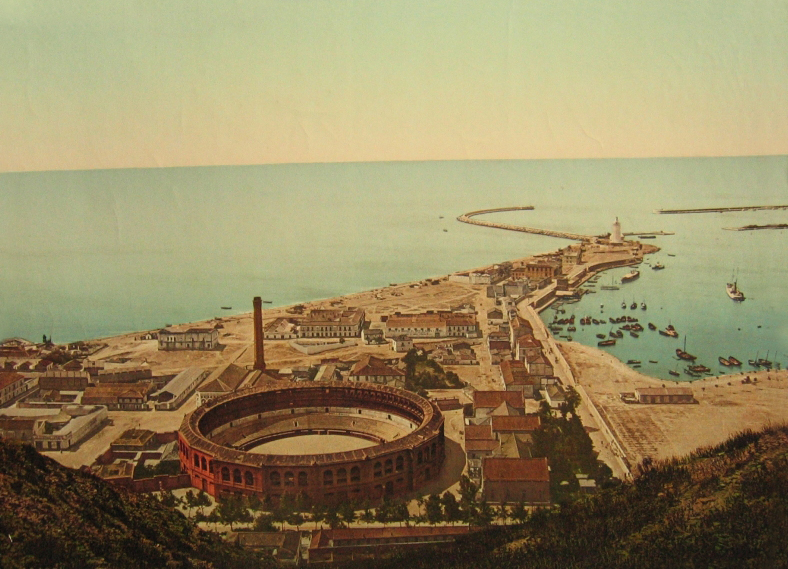
De arena rond 1900
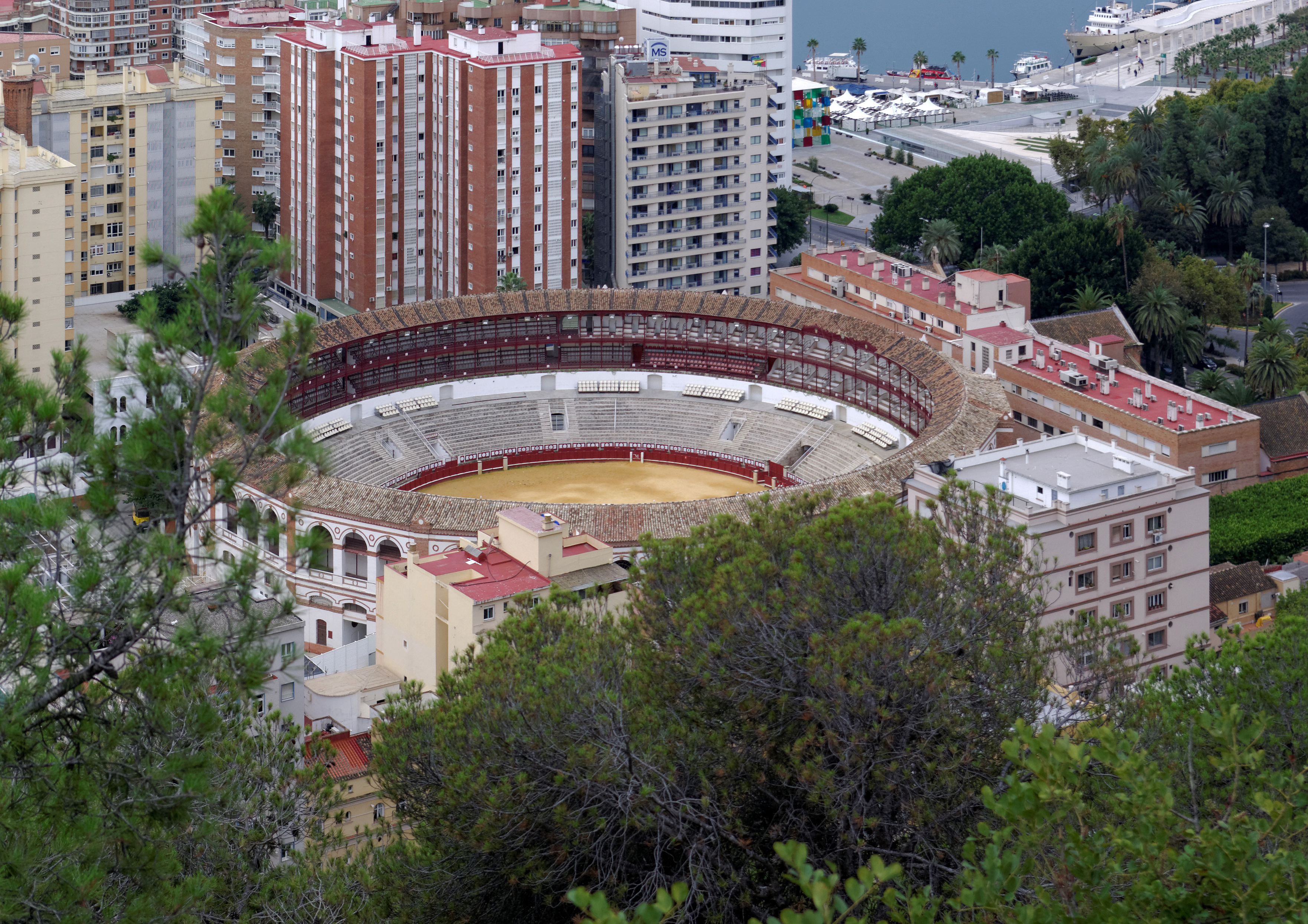
De arena in 2004